# Saison 2020 de la XFL
Navigation
Édition précédente Édition suivante
La saison 2020 de la XFL est la première saison de l'histoire de la ligue XFL (2020) recréée 19 ans après l'échec de l'unique saison de la XFL (2001). 
Cette compétition de football américain a été créée et est détenue par Vince McMahon, magnat de la lutte professionnelle et elle comptera huit franchises professionnelles.
La saison débutera le 8 février 2020, le premier match mettant en présence les équipes de Defenders du District de Columbia et des Seattle Dragons (en), et la saison régulière se clôturera le 12 avril 2020. Les finales de division se dérouleront les 18 et 19 avril 2020 et la finale (le XFL Championship Game) est prévue le 26 avril 2020.
Le 12 mars 2020, à la suite de la pandémie consécutive au Coronavirus Covid-19, la XFL annonce mettre un terme à la saison 2020 tout en garantissant le tenue de la saison 2021 et ses suivantes.

## Les équipes
Comme la défunte XFL 2001, la saison 2020 de la XFL se disputera entre huit équipes toutes détenues par la ligue et sa société holding dénommée Alpha Entertainment LLC. Cette société a été disjointe de la WWE pour séparer les finances de la ligue et celles de l'entreprise de lutte professionnelle même si McMahon en est l'unique propriétaire . 
New York et Los Angeles, deux des zones métropolitaines de l'ancienne ligue seront toujours présentes dans la nouvelle compétition. Le 21 août 2019, les huit équipes ont été officialisées et leurs marques déposées : 
- Guardians de New York (en)
- Defenders du District de Columbia ;
- Vipers de Tampa Bay (en) ;
- Battlehawks de Saint-Louis ;
- Renegades de Dallas (en) ;
- Roughnecks de Houston (en) ;
- Dragons de Seattles (en) ;
- Wildcats de Los Angeles (en).

Le 27 janvier 2020, le roster définitif des huit équipes est officiellement présenté par la XFL.

## La draft
La draft 2020 de la XFL s'est déroulée les 15 et 16 octobre 2019 par conférence téléphonique. 
71 joueurs y ont été attribués à chaque équipe : 
- 1 joueur pour le poste de quarterback titulaire;
- 10 joueurs par position de compétence (quarterback, running back, wide receiver et tight end) ;
- 10 joueurs de ligne offensive
- 10 joueurs de ligne défensive incluant les linebackers ;
- 10 joueurs défensifs arrières (defensives backs) ;
- 30 joueurs supplémentaires pour n'importe quel poste.

En raison de la structure de cette draft, il n'y a pas eu de véritable premier choix de sélection. Une draft supplémentaire a eu lieu fin novembre 2019.

## Structure de la saison

### Avant saison
Chaque équipe a organisé à sa convenance un mini camps d'entrainement pendant le mois de décembre 2019. Celui des Wildcats s'est déroulé sur le site de l'université du Nevada à Las Vegas, celui des Renegades sur le site de l'Arlington High School (en) et celui des Vipers sur le site rénové du Plant City Stadium (qui leur servira de siège et de lieu d'entraînement pendant la saison régulière).
Le camp d'entraînement de la XFL se déroulera à Houston au Texas du 4 au 22 janvier 2020 chaque équipe s'entraînant dans des stades différents de la région, les Roughnecks de Houston utilisant leur propre stade le TDECU Stadium. Les autres équipes sont réparties comme suit :
- Renegades de Dallas : Darrell Tully Stadium
- Defenders de Washington DC : Rice Stadium
- Wildcats de Los Angeles : Alexander Durley Stadium
- Guardians de New York :  Husky Stadium
- BattleHawks de St. Louis : W.W. Thorne Stadium (en)
- Dragons de Seattle : Delmar Stadium (en)
- Vipers de Tampa Bay : George Turner Stadium

Les huit équipes peuvent organiser des séances communes informelles entre elles.
La ligue n'avait pas initialement prévu d'organiser de match d'exhibition, mais les réseaux de télévision ont demandé des matchs de pré-saison afin de pouvoir réaliser des essais de retransmission. Ces matchs seront à huis clos (sans public) et se tiendront en milieu de semaine fin du mois de janvier 2020.

### Saison régulière
La ligue est divisée en deux conférences (Est et Ouest) de quatre équipes.
Chaque équipe disputera dix matchs de saison régulière sans semaine de repos. Chaque équipe jouera à deux reprises contre les autres équipes de leur conférence (à domicile et à l'extérieur) et un match contre chaque équipe de l'autre conférence.

### Les playoffs
Au terme de la saison régulière, quatre équipes (les deux premiers de chaque conférence) seront qualifiées pour les playoffs.
Contrairement à la XFL 2001 qui opposait les premiers de chaque conférence aux seconds de l'autre conférence, la XFL 2020 organisera des finales de conférence (entre les deux meilleures équipes de la conférence à l'issue de la saison régulière). Les deux champions de conférence se rencontreront à l'occasion de la finale XFL (XFL Championship Game).

## Résultats

### Saison régulière
| Date           | Diffuseur(s)           | Stade                        | Résultat                | Résultat | Résultat                   | Assistance |
| -------------- | ---------------------- | ---------------------------- | ----------------------- | -------- | -------------------------- | ---------- |
| 8 février 2020 | ABC                    | Audi Field                   | Dragons de Seattle      | 19 - 31  | Defenders de Washington DC | 17 163     |
| 8 février 2020 | Fox, Fox Deportes (en) | TDECU Stadium                | Wildcats de Los Angeles | 17 - 37  | Roughnecks de Houston      | 17 815     |
| 9 février 2020 | Fox, Fox Deportes      | MetLife Stadium              | Vipers de Tampa Bay     | 03 - 23  | Guardians de New York      | 17 634     |
| 9 février 2020 | ESPN, ESPN Deportes    | Globe Life Park in Arlington | BattleHawks de St-Louis | 15 - 09  | Renegades de Dallas        | 17 206     |

| Date            | Diffuseur(s)    | Stade                      | Résultat                | Résultat | Résultat                   | Assistance |
| --------------- | --------------- | -------------------------- | ----------------------- | -------- | -------------------------- | ---------- |
| 15 février 2020 | ABC, TUDN       | Audi Field                 | Guardians de New York   | 00 - 27  | Defenders de Washington DC | 15 031     |
| 15 février 2020 | Fox, Univision  | CenturyLink Field          | Vipers de Tampa Bay     | 09 - 17  | Dragons de Seattle         | 29 172     |
| 16 février 2020 | ABC, TUDN       | Dignity Health Sports Park | Renegades de Dallas     | 25 - 18  | Wildcats de Los Angeles    | 14 979     |
| 16 février 2020 | FS1, Galavision | TDECU Stadium              | BattleHawks de St-Louis | 24 - 28  | Roughnecks de Houston      | 17 103     |

| Date            | Diffuseur(s)   | Stade                        | Résultat                   | Résultat | Résultat                | Assistance |
| --------------- | -------------- | ---------------------------- | -------------------------- | -------- | ----------------------- | ---------- |
| 22 février 2020 | ABC, Univision | Raymond James Stadium        | Roughnecks de Houston      | 34 - 27  | Vipers de Tampa Bay     | 18 117     |
| 22 février 2020 | Fox, TUDN      | CenturyLink Field            | Renegades de Dallas        | 24 - 12  | Dragons de Seattle      | 22 060     |
| 23 février 2020 | ESPN, UniMÁS   | The Dome at America's Center | Guardians de New York      | 09 - 29  | BattleHawks de St-Louis | 29 554     |
| 23 février 2020 | FS1, TUDN      | Dignity Health Sports Park   | Defenders de Washington DC | 09 - 39  | Wildcats de Los Angeles | 12 221     |

| Date            | Diffuseur(s)       | Stade                        | Résultat                   | Résultat | Résultat                | Assistance |
| --------------- | ------------------ | ---------------------------- | -------------------------- | -------- | ----------------------- | ---------- |
| 29 février 2020 | ABC, TUDN          | MetLife Stadium              | Wildcats de Los Angeles    | 14 - 17  | Guardians de New York   | 12 116     |
| 29 février 2020 | Fox, Univision     | The Dome at America's Center | Dragons de Seattle         | 16 - 23  | BattleHawks de St-Louis | 27 527     |
| 1er mars 2020   | FS1, UniMÁS        | Globe Life Park in Arlington | Roughnecks de Houston      | 27 - 20  | Renegades de Dallas     | 18 332     |
| 1er mars 2020   | ESPN 2, Galavision | Raymond James Stadium        | Defenders de Washington DC | 00 - 25  | Vipers de Tampa Bay     | 12 245     |

Le 12 mars 2020, à la suite de la pandémie consécutive au Coronavirus Covid-19, la XFL met un terme à la saison 2020.

### Classement de la saison régulière
| N°                                                                                                 | Club                    | G–P | %   | CONF | PP  | PC  | DIFF |
| -------------------------------------------------------------------------------------------------- | ----------------------- | --- | --- | ---- | --- | --- | ---- |
| 1                                                                                                  | Roughnecks de Houston   | 5–0 | 100 | 3–0  | 158 | 111 | +47  |
| 2                                                                                                  | Renegades de Dallas     | 2–3 | 040 | 2–1  | 090 | 102 | -12  |
| 3                                                                                                  | Wildcats de Los Angeles | 2–3 | 040 | 0–2  | 129 | 122 | + 7  |
| 4                                                                                                  | Dragons de Seattle      | 1–4 | 020 | 0–2  | 087 | 119 | -32  |
| (x)–qualifié pour les playoffs; (y)-vainqueur de conférence; (e)–éliminé de la course aux playoffs |                         |     |     |      |     |     |      |

| N°                                                                                                 | Club                       | G–P | %  | CONF | PP | PC  | DIFF |
| -------------------------------------------------------------------------------------------------- | -------------------------- | --- | -- | ---- | -- | --- | ---- |
| 1                                                                                                  | Defenders de Washington DC | 3–2 | 60 | 2–1  | 82 | 089 | - 8  |
| 2                                                                                                  | BattleHawks de St. Louis   | 3–2 | 60 | 1–1  | 97 | 077 | +20  |
| 3                                                                                                  | Guardians de New York      | 3–2 | 60 | 1–2  | 79 | 085 | - 6  |
| 4                                                                                                  | Vipers de Tampa Bay        | 1–4 | 20 | 1–1  | 98 | 115 | -17  |
| (x)–qualifié pour les playoffs; (y)-vainqueur de conférence; (e)–éliminé de la course aux playoffs |                            |     |    |      |    |     |      |